# Tessin (Wittendörp)
Tessin ist ein Ortsteil der Gemeinde Wittendörp im Landkreis Ludwigslust-Parchim in Mecklenburg-Vorpommern.

## Geografische Lage
Das Dorf Tessin (bis zur Neubildung der Gemeinde Wittendörp am 13. Juni 1999 amtlich Tessin b. Wittenburg) in Mecklenburg liegt östlich der Ratzeburger Seenplatte und 7,5 km westlich von Wittenburg. Geologisch befindet sich Tessin genau am Übergang der Endmoräne in den Sander der letzten glazialien Serie, die für Norddeutschland landschaftsprägend war.

## Geschichte
Die wendische Siedlung Tessin (altsl. „Ort des Têša“) wurde 1230 erstmals urkundlich im Ratzeburger Zehntregister erwähnt und gehörte zu dieser Zeit zum Bistum Ratzeburg. Die nach deutschem Recht organisierten Dörfer, gleich ob von Slawen oder ins Land gerufenen deutschen Siedlern bewohnt, mussten Grundsteuern, den sogenannten „Zehnten“, an den Bischof in Ratzeburg zahlen. Diesen Zehnt wiederum verlehnte der Bischof an seine Lehnsmänner. Die verlehnten Zehnten wurden alsdann im Register verzeichnet. Den Zehnt von 5 der insgesamt 10 Vollbauernstellen in Tessin hatte Bischof Gottschalk an den slawischen Adeligen Herrmannus de Bluchere, also Herrmann von Blücher, verliehen. Der Familie von Blücher gehörte das Dorf bis 1616.
Von 1567 bis 1759 wechselte das Rittergut Tessin fünf Mal den Besitzer, danach war es im Besitz der Familie von Husan, ab 1779 im Besitz der Familie von Lützow bis 1888, der auch die Güter Dreilützow, Groß Salitz und Schönwolde gehörten und 1789 die Ländereien von Raguth dazukauften.

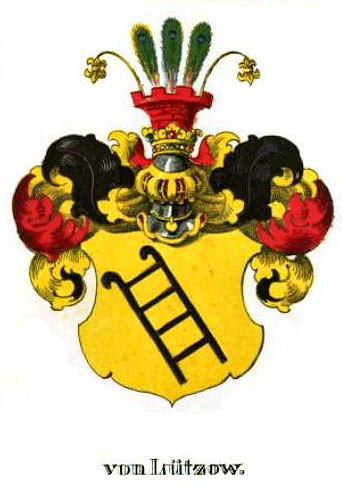
Wappen derer von Lützow

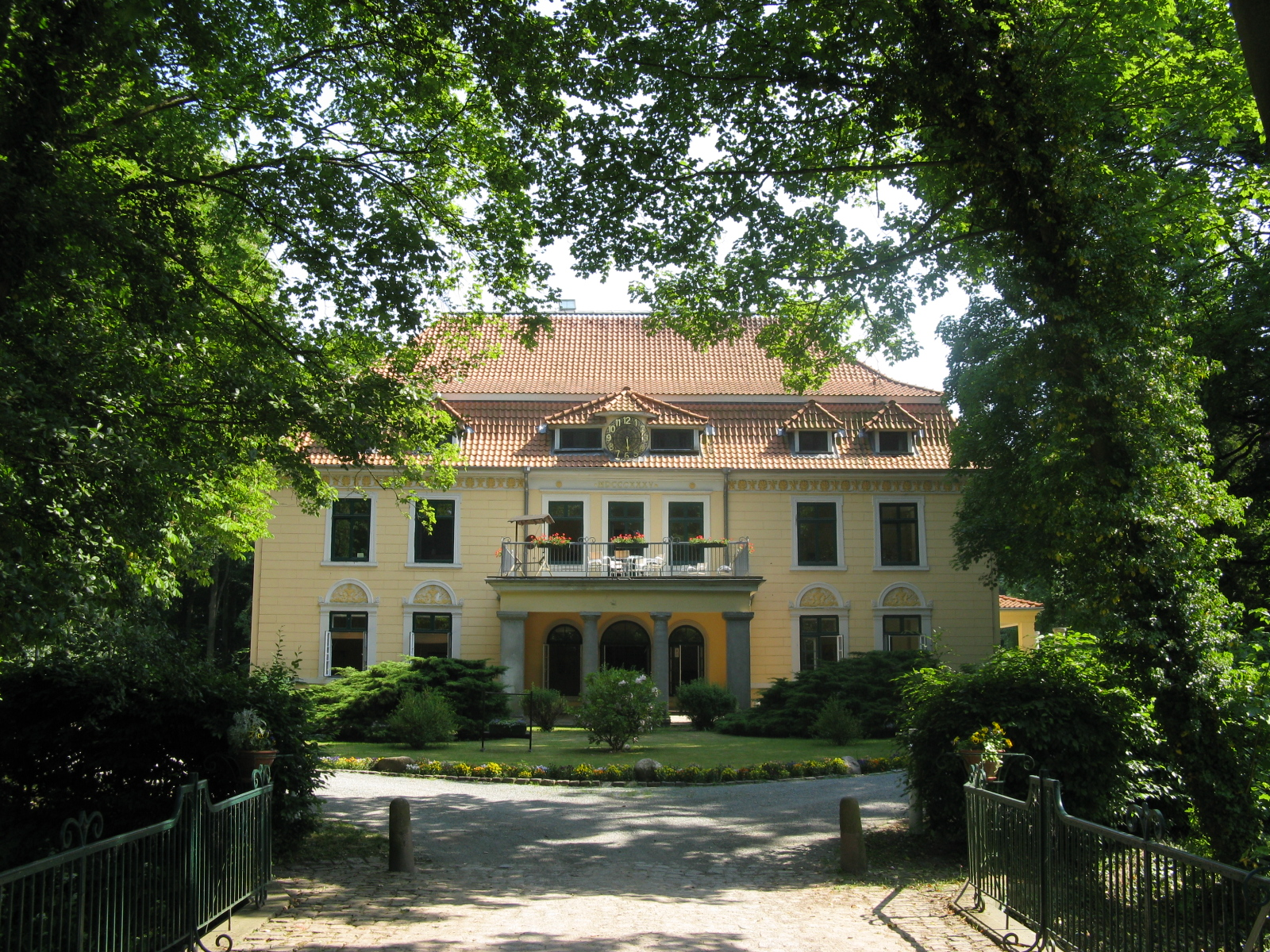
Herrenhaus Tessin bei Wittenburg 2008

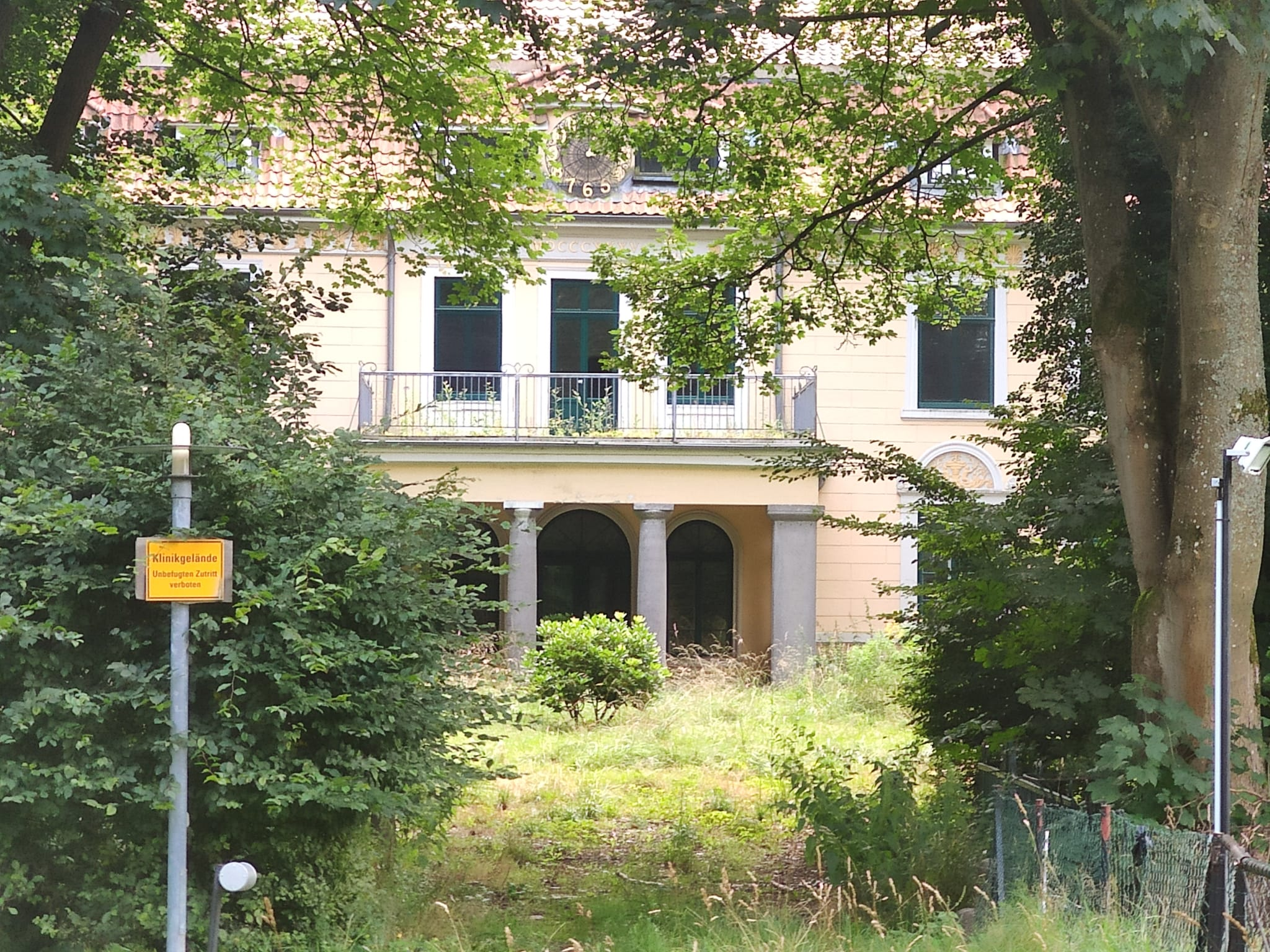
Herrenhaus Tessin bei Wittenburg 2024

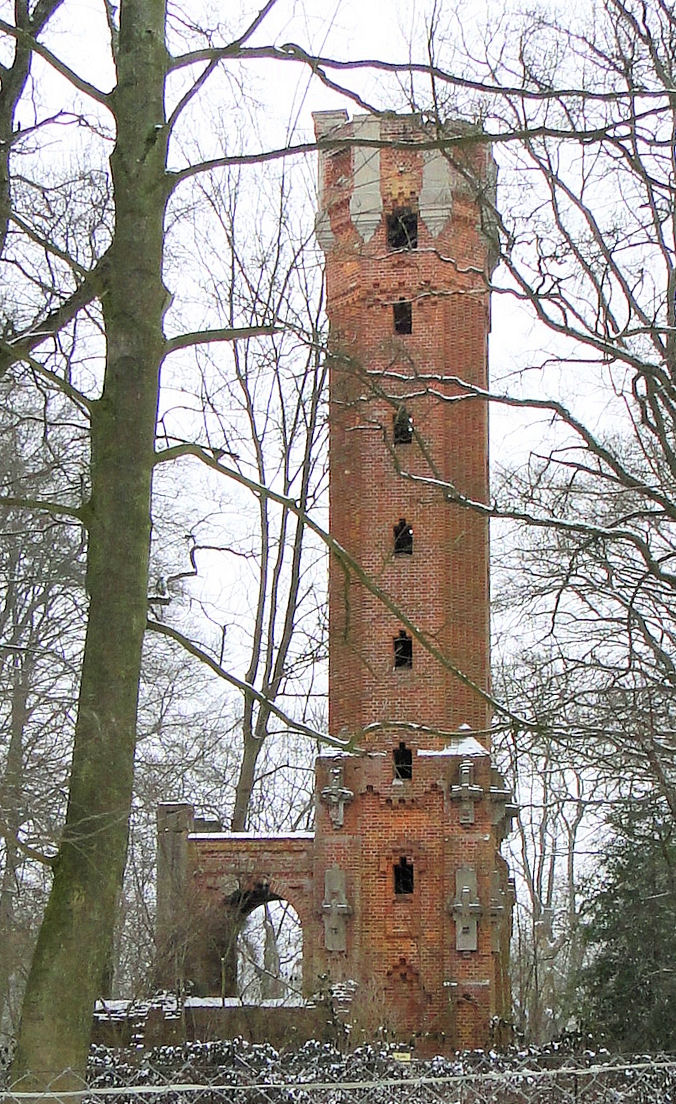
Katzenturm im Park des Herrenhauses

1835 wurde das Gutshaus Tessin mit seinem imposanten Aussichtsturm, dem Katzenturm, und einem angelegten Schlosspark, von der Familie von Bülow erbaut.
1921 ging das Rittergut in den Besitz der Bremer Familie Isenberg über. Richard Menno Isenberg verwaltete es bis 1941, obwohl es 1938 an die Reichsumsiedlungsgesellschaft verkauft wurde. Von ihr wurden die umliegenden Ländereien für die Umsiedlung deutscher Bauern aufgeteilt. Das Gutshaus Tessin wurde zum Wohnhaus des Herrn von Kumrowski, einem Reeder aus Hamburg. Nach der Enteignung 1945 wurde das Gutshaus bis 1954 als Krankenhaus genutzt. Von 1954 bis 1971 gehörte das Anwesen der Erzdiözese Breslau und wurde von Ordensschwestern der Elisabethinen geleitet. Nach der Verstaatlichung 1971 war es bis 1990 ein Pflegeheim für psychisch Kranke und ein Altenheim untergebracht.
Nach dieser bewegten Geschichte wurde das gesamte Gebäude mit erheblichem Aufwand zwischen den Jahren 1991 und 1995 denkmalgerecht rekonstruiert und grundsaniert. Es wurde bis 2022 als Fachklinik für Drogenabhängige genutzt. Nach dreijährigem Leerstand fand sich im April 2025 ein neuer Eigentümer.
„Auf landesherrliche Verordnung vom 18. Juni 1819 wurde im August 1819 die erste allgemeine Volkszählung zu bevölkerungsstatistischen Zwecken im Großherzogtum Mecklenburg-Schwerin durchgeführt.“ Nach dieser Volkszählung gab es in Tessin 236 und am 1. Dezember 1910 etwa 195 Einwohner. Durch die Reichsumsiedlungsmaßnahmen (1937–1939) und die Flüchtlingswelle (Bessarabien, Sudetenland, Ostpreußen) am Ende des Zweiten Weltkrieges bis 1948 gab es wieder eine erhebliche Zunahme der Einwohnerzahl auf etwa 450, davon 252 Umsiedler. Im Jahr 2012 sind es wieder erheblich weniger durch Wegzug.
1937 bis 1939 siedelten elf Familien wegen der Anlegung des Truppenübungsplatzes Baumholder (Lager Aulenbach) und sieben Familien wegen der Erweiterung des Truppenübungsplatzes Senne nach Tessin um. Einige kehrten nach kurzer Zeit wieder in ihre alte Heimat zurück, weil sie sich in Tessin nicht heimisch fühlten.
Am 2. Mai 1945 wurde Tessin bei Wittenburg von amerikanischen Truppen besetzt und bereits vier Wochen später übergaben die amerikanischen Besatzer das Gebiet an die britischen Besatzungstruppen. Nach den Beschlüssen der Krim-Konferenz wurden britisch besetzte Gebiete in Mecklenburg für den britischen Besatzungssektor in Berlin an die sowjetische Besatzungsmacht abgetreten (Gebietsausgleich) und am 2. Juli 1945 wurde Tessin bei Wittenburg, Kreis Hagenow, sowjetische Besatzungszone.
Es dauerte nicht lange und diese Besatzungsmacht hinterließ ihre Spuren. Die sowjetische Kommandantur in Hagenow befahl das Hauptgebäude der beiden Pferdeställe vor dem Gutshaus Tessin abzureißen, um den feuerroten Backstein für die Ausbesserung und Errichtung von Gebäuden in der alten Wehrmachtskaserne Hagenow zu nutzen, die zur sowjetischen Garnison wurde.
Die Pferdestatue, die sich auf dem Eingangsportal des Pferdestalles befand, wurde auf Anordnung der Kommandantur 1946 an das Gestüt Redefin abgegeben, wo sie nach 1960 vor der Schwemme aufgestellt wurde.
Tessin gehört seit 1999 dem Gemeindezusammenschluss Wittendörp an. Dieser wird vom Amt Wittenburg mit Sitz in der Stadt Wittenburg verwaltet.

## Wirtschaft
1230 wird das Dorf mit einer Größe von 10 Bauernhufen (ca. 139 Hektar) im Ratzeburger Zehntregister angegeben. Die Bauern waren vom Gut abhängig, indem sie nicht im Besitz der landwirtschaftlichen Maschinen waren, für deren Nutzung sie aber wöchentlich zwei Hand- und Gespanndienste ableisten mussten. Handdienste waren Hof- und Feldarbeiten ohne die Hilfe von Ochsen- oder Pferdegespannen. Neben den Bauern gab es auf dem Rittergut noch die Kossaten, besitzlose Lohnarbeiter. Sie waren auf dem Gut als Saisonarbeiter oder ganzjährig von Sonnenaufgang bis Sonnenuntergang beschäftigt und erhielten neben Unterkunft und Essen einen Wochenlohn von etwa einem Taler. Für besonders schwere Arbeit gab es auch Stundenlohn. Den Bauern wurden bis zu acht Kossaten zugeteilt.
Das Gut lebte von seinen land- und forstwirtschaftlichen Erträgen.
Ende des 19./Anfang des 20. Jahrhunderts war das typisch mecklenburgische Gut hauptsächlich durch seine Pferdezucht geprägt. Zwei große Pferdeställe in unmittelbarer Nähe des Schlosses und die große Feldscheune prägten das Dorfbild. Daneben gab es eine große Gutsgärtnerei (Schröder), eine Stellmacherei (Wegner), eine Hufschmiede (Plihal), den Gutsjäger (Schröder), einen Vorschnitter, einen Schweitzer und einen Guts-Vogt als Verwalter.

## Persönlichkeiten
- August von Lützow (1795–1872), Gutsbesitzer auf Tessin [u. a.], Ehrenbürger von Karlsbad